# Futebol em Londres
Esta página destina-se a cobrir a História do futebol em Londres, de seus principais clubes e seus feitos.

## Introdução

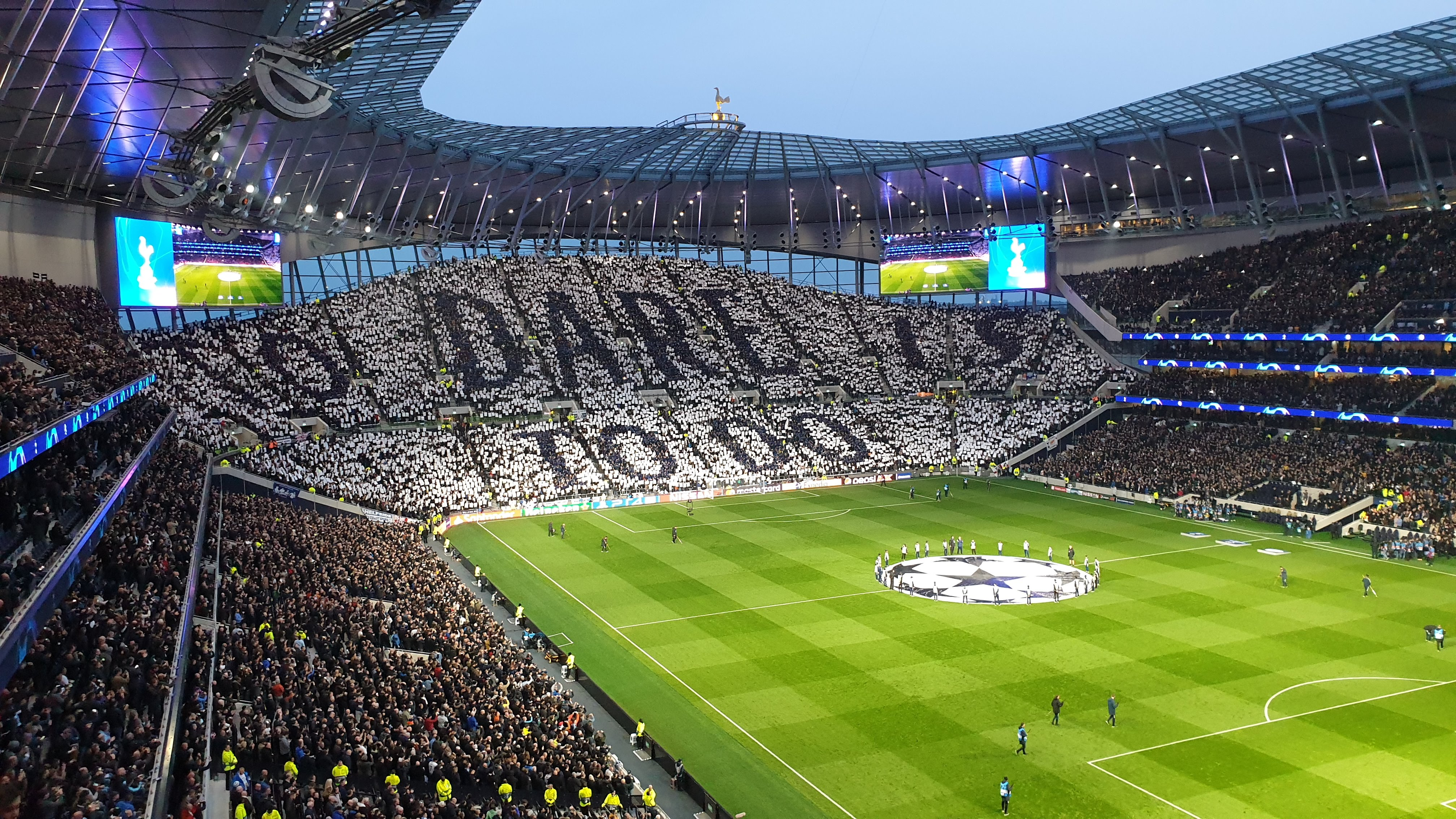
Tottenham Hotspur Stadium, para 62.062 expectadores.

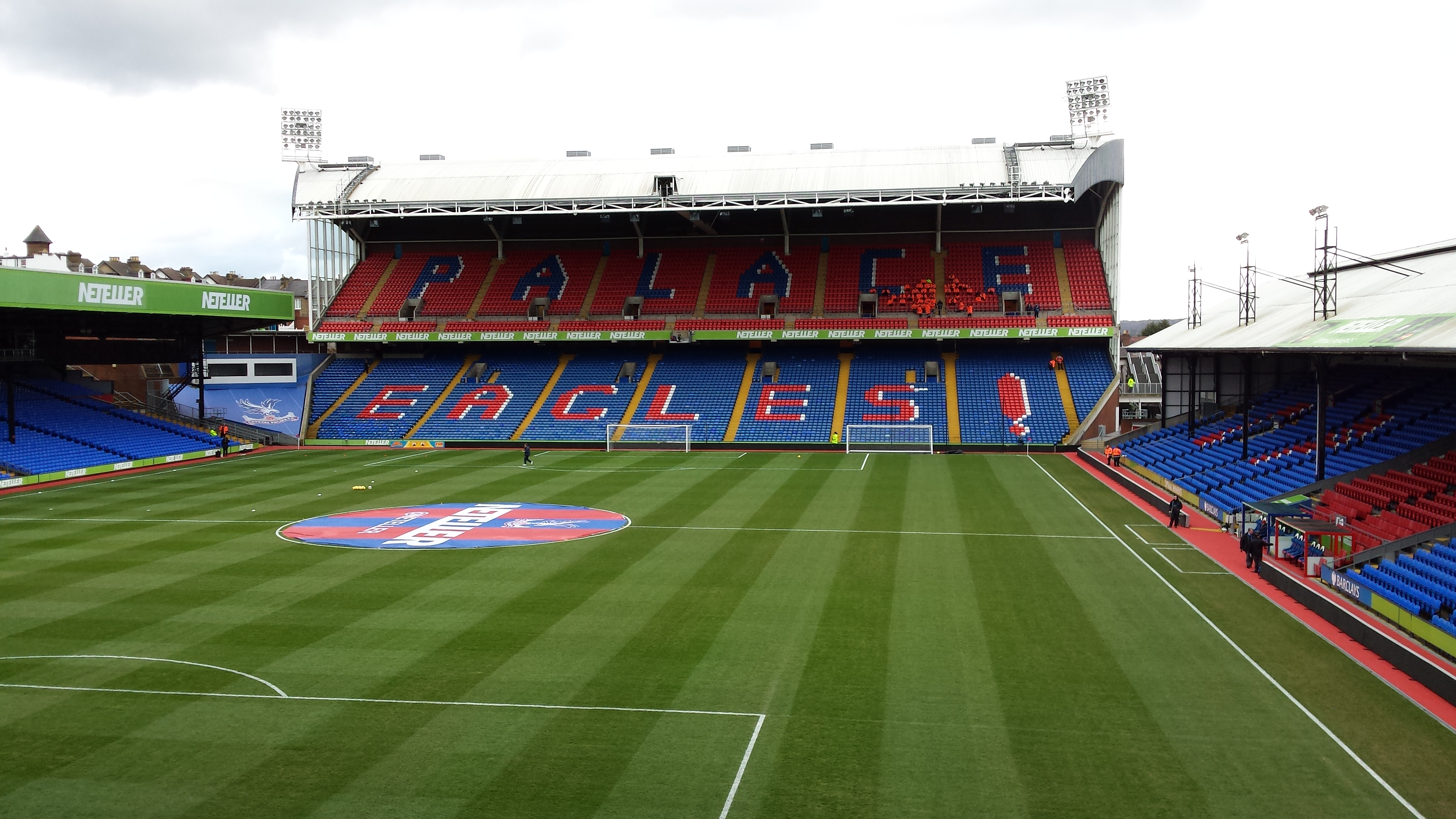
Selhurst Park, para 26.309.

A capital inglesa abriga dezenas de clubes de futebol, ao todo são contabilizados sessenta, que vão desde amadores até times renomados no cenário mundial futebolístico. Os quatro principais clubes londrinos são: Arsenal, Chelsea, Tottenham e West Ham, que possuem seguidores espalhados pela cidade e ostentam conquistas de competições oficiais da UEFA em seus cartéis. Charlton, Crystal Palace, Fulham, QPR  e Millwall, são considerados clubes intermediários na hierarquia clubística do país, pois não possuem peso internacional e os seus adeptos ficam restritos aos bairros que os comportam.

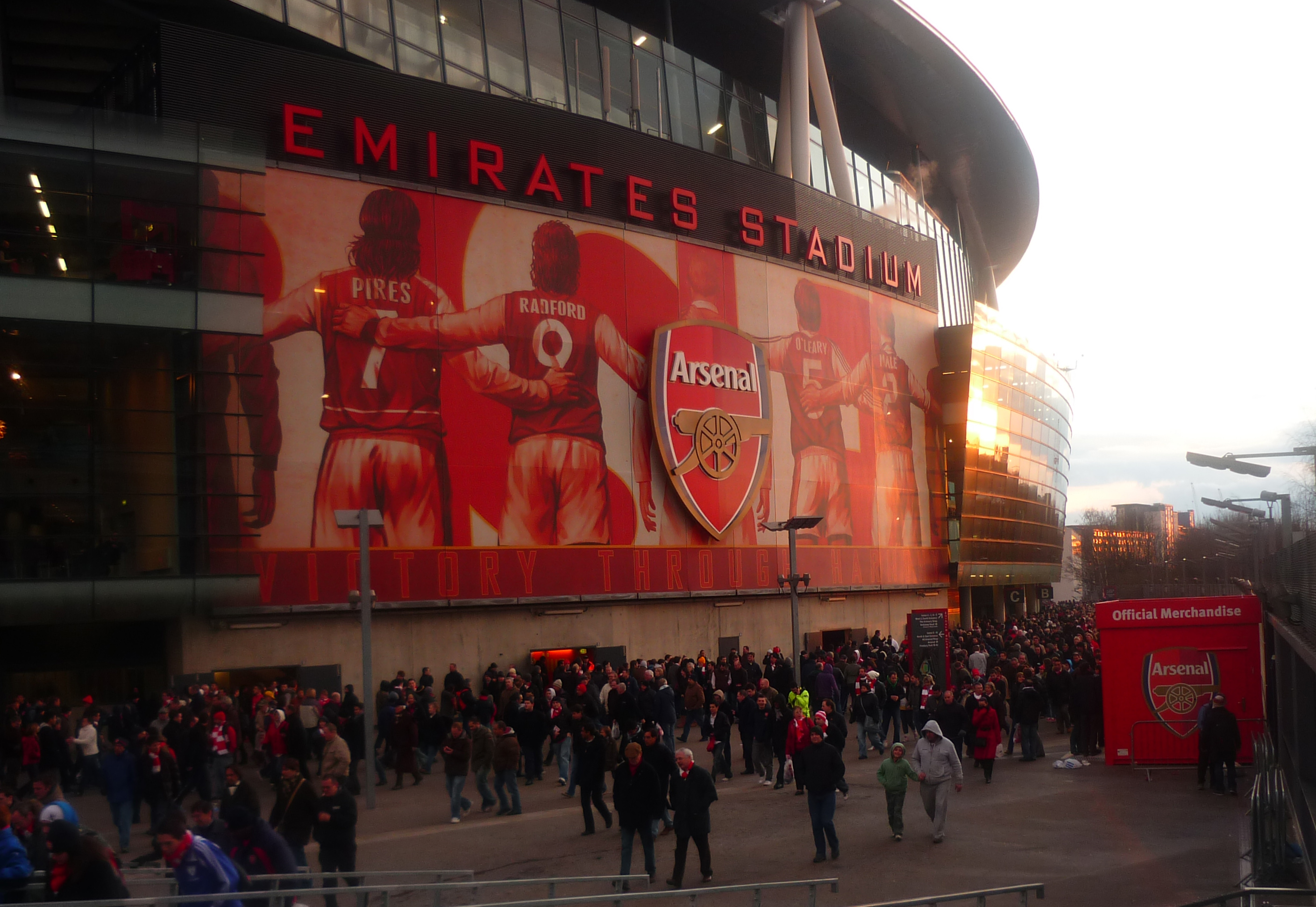
Emirates Stadium, para 60.432.

A fidelidade da torcida com os clubes é uma das características que mais saltam aos olhos. As instituições futebolísticas possuem um vínculo muito próximo com a comunidade em que está inserida. Cada agremiação representa uma região da cidade e independentemente da divisão na qual a equipe se encontra circunstancialmente, os membros da comunidade permanecem fiéis, comparecendo habitualmente aos estádios.

Os fãs do esporte que moram em Londres, mas que não torcem por nenhum clube da capital, são chamados pejorativamente de glory hunters, cujo significado pode ser traduzido como caçadores de glória. Os londrinos rejeitam de certa forma, aqueles que dão mais valor aos títulos alcançados, do que propriamente às raízes locais.

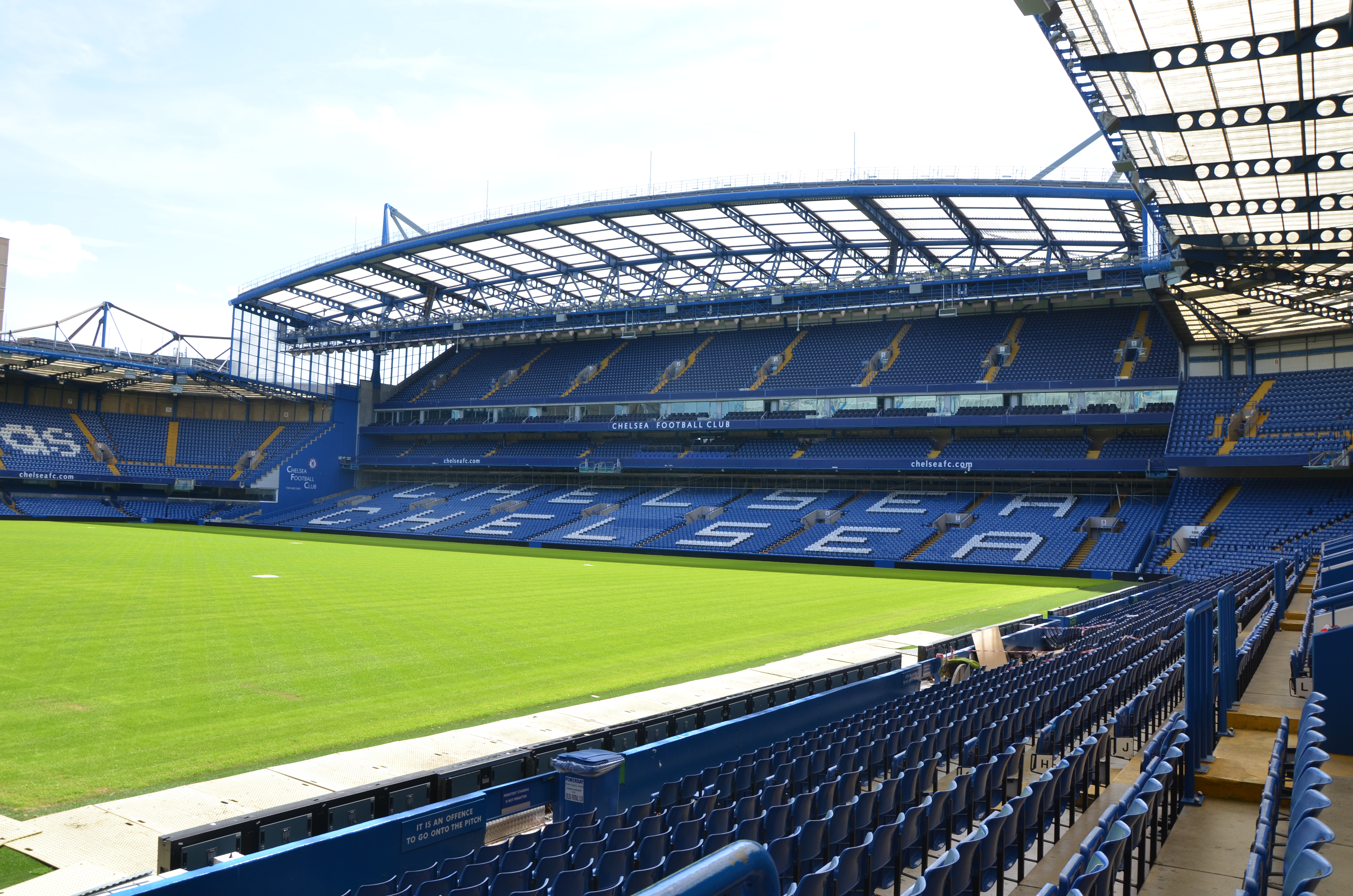
Stamford Bridge, para 41.798.

## História
As origens do futebol são imprecisas. Os relatos do uso da bola como objeto recreativo remetem ao primeiro milênio, e além disso, diversas nações reivindicam a condição de pátria-mãe do esporte.

Contudo, foi com os clubes londrinos que o futebol ganhou as feições que hoje possui e passou a ser propagado pelo planeta. Em 1409, o Rei Henrique IV, denominou a modalidade como football, como o esporte é chamado até hoje pelos ingleses e países da mesma língua, exceto nos Estados Unidos onde o esporte é denominado soccer. Já as regras primordiais do futebol foram criadas em 1581, por Richard Mulcaster, conhecido como “advogado do futebol do século XVI”. Ele também estabeleceu a presença de um árbitro durante as partidas.

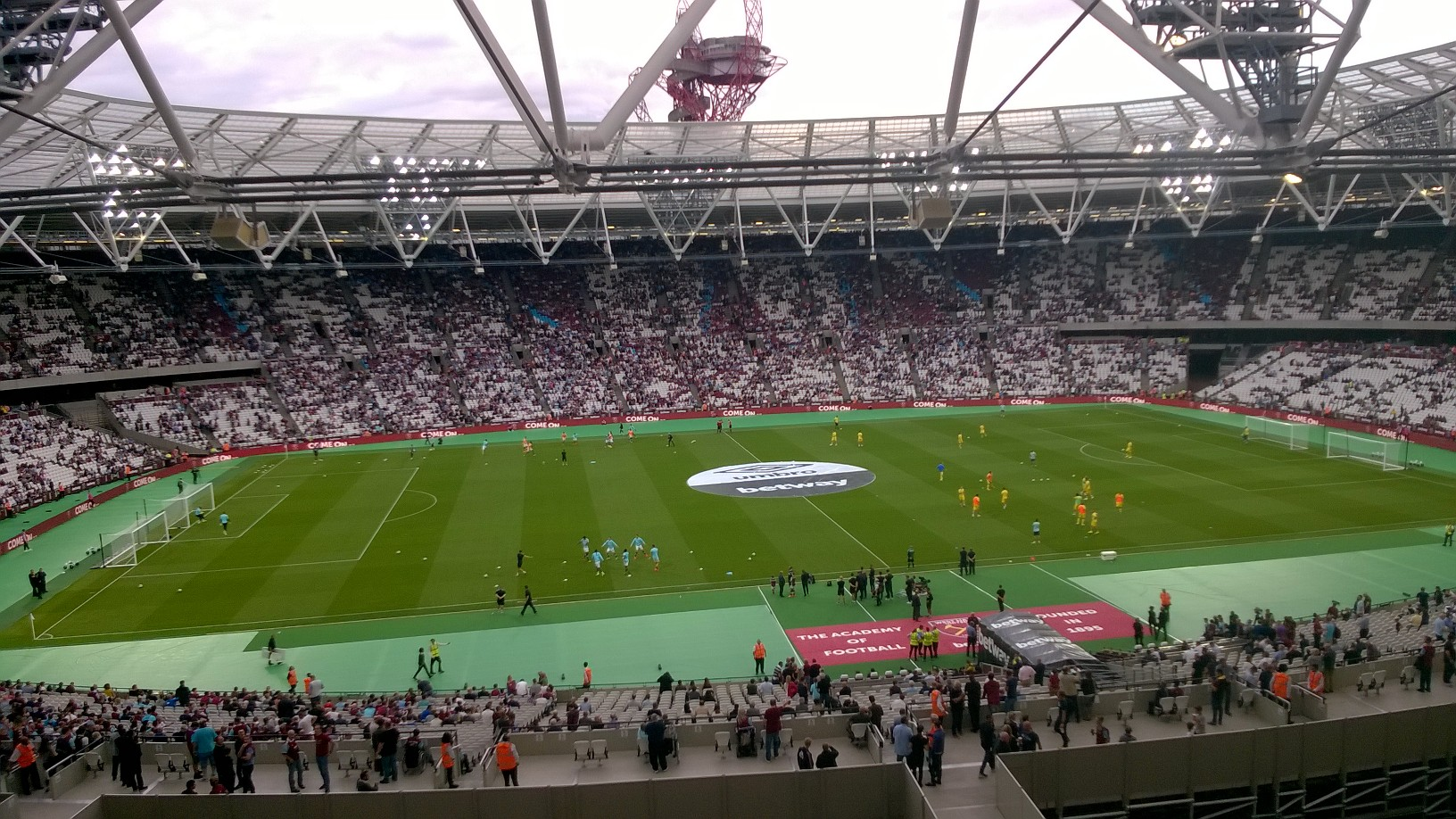
Estádio Olímpico, para 60.000.

Em 26 de outubro de 1863 surgiu em Londres a Footbal Association– Federação Inglesa, a qual foi responsável por consolidar a modalidade como um símbolo nacional inglês. Através dessa associação foi determinada a principal regra do esporte, a saber, a proibição do uso da mão, exceto pelo goleiro. Essa regra é considerada um marco na história do esporte. Como não obteve consenso entre os envolvidos na federação, houve uma dissidência entre seus membros, separando a prática esportiva em duas modalidades rivais: aquela em que os atletas utilizam as mãos e os pés, conhecida como Rúgbi; e aquela em que os jogadores, exceção feita ao arqueiro, utilizam apenas os pés, denominada football (futebol).

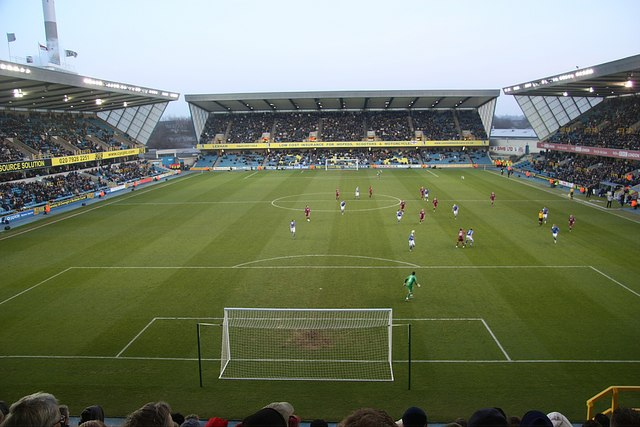
The Den, para 20.146

O torneio futebolístico mais antigo do mundo é a Copa da Inglaterra, realizado desde 1871. A competição existe até hoje, envolvendo todos os times ingleses da Premier League, da Football League e do National League System. Atualmente, os principais clubes londrinos disputam a Premier League, a primeira divisão do campeonato nacional, a liga mais rentável do planeta.

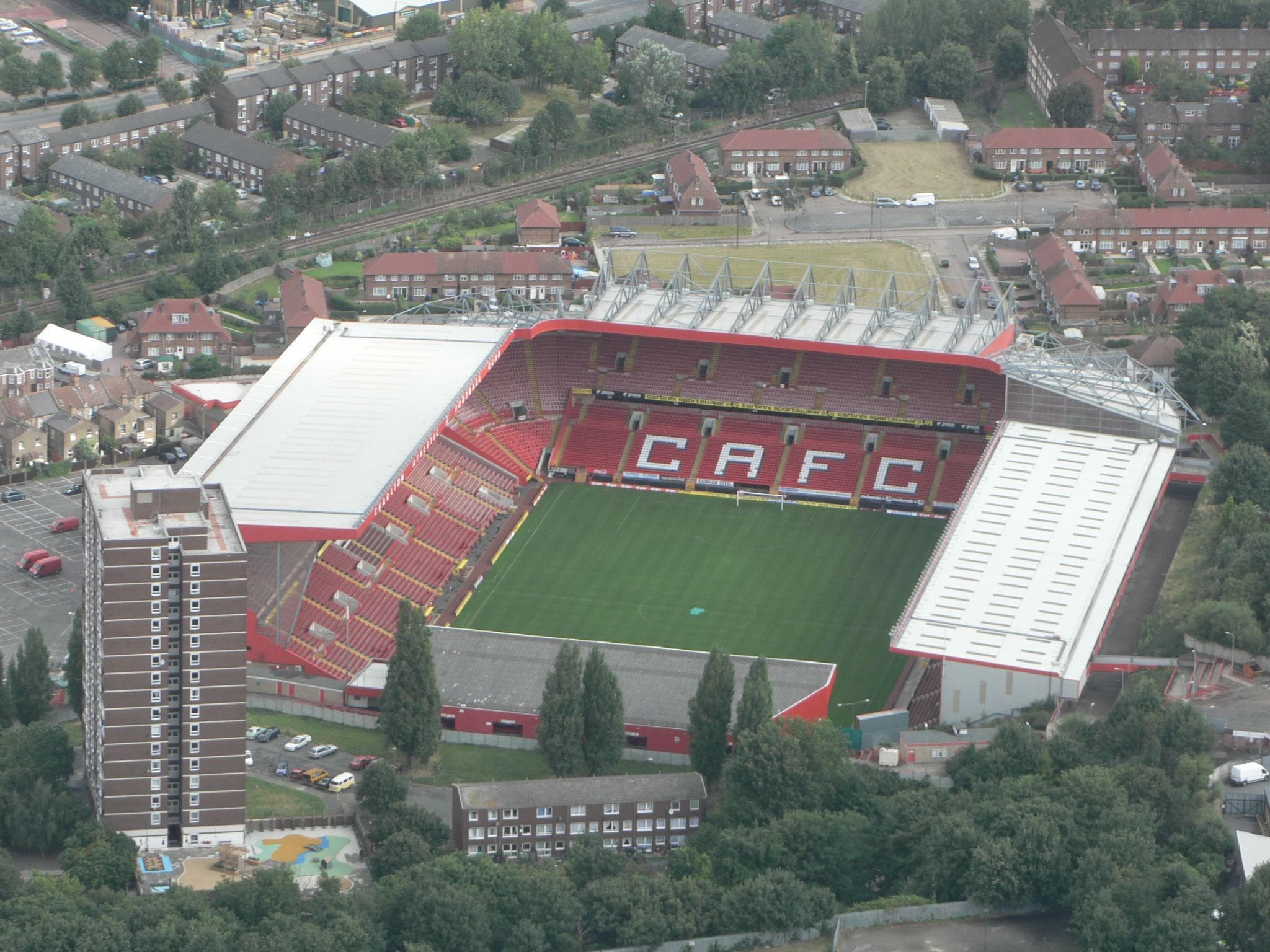
The Valley, para 27.111.

## Clubes por região
Principais clubes.
NorteArsenal e Tottenham.
SulCrystal Palace e FC Wimbledon.
LesteCharlton,  Leyton Orient, Millwall e West Ham United.
OesteBrentford, Chelsea, Fulham e Queens Park Rangers.

## Principais estádios

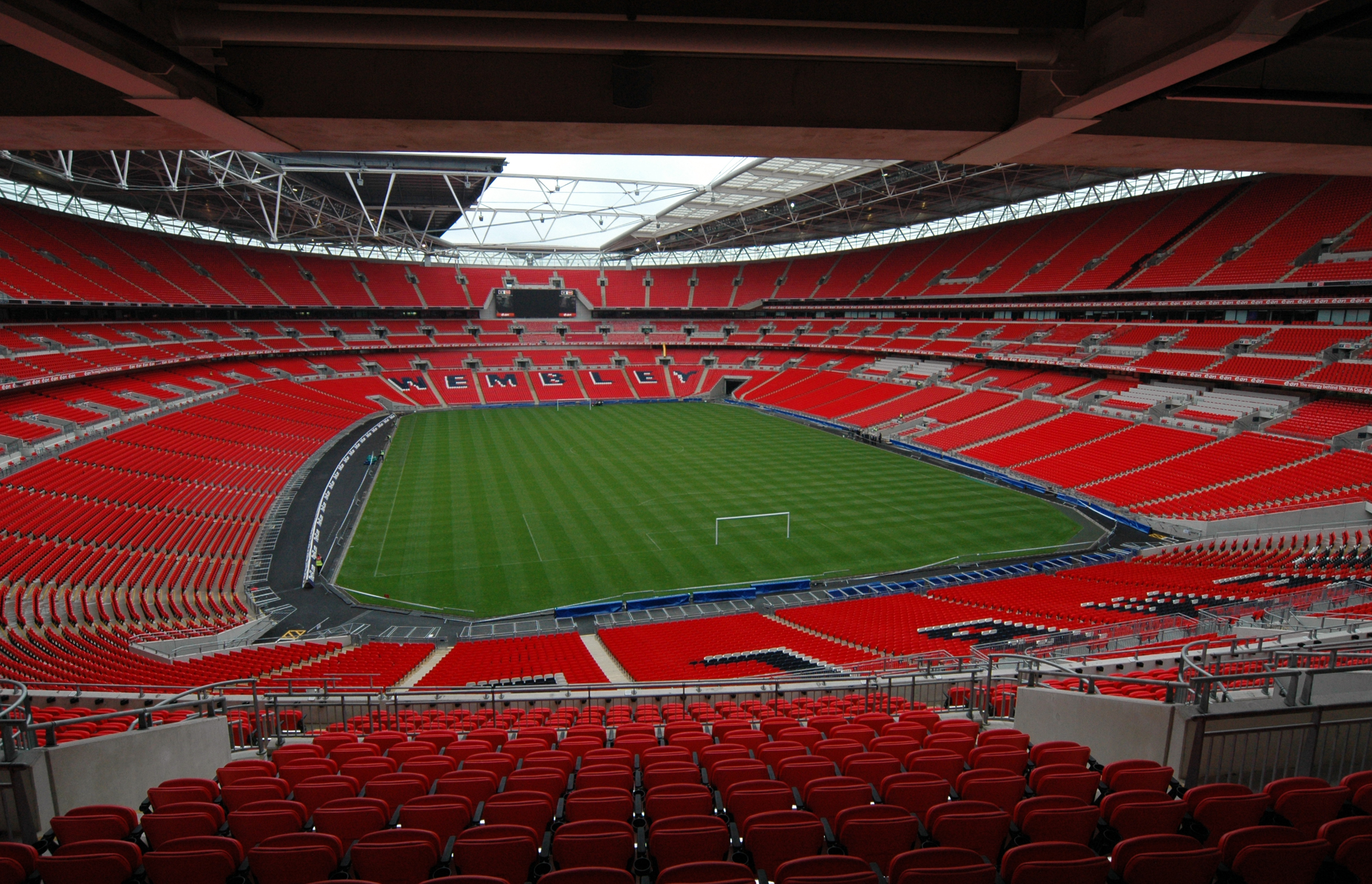
Estádio de Wembley, para 90.000 expectadores.

Os estádios das principais equipes de Londres, além de abrigarem os jogos de seus clubes, são considerados pontos turísticos na cidade. As arenas mais requisitadas pelos turistas são: Emirates Stadium, casa do Arsenal, com capacidade para mais de 60.000 torcedores, o Olímpico de Londres, com mando do West Ham, para 62.000, Stamford Bridge, campo esportivo do Chelsea, que consegue receber mais de 41.000 espectadores, e o Tottenham Hotspur Stadium, que pertence ao Tottenham, para mais de 62.000 torcedores, inaugurado em 2 de abril de 2019.

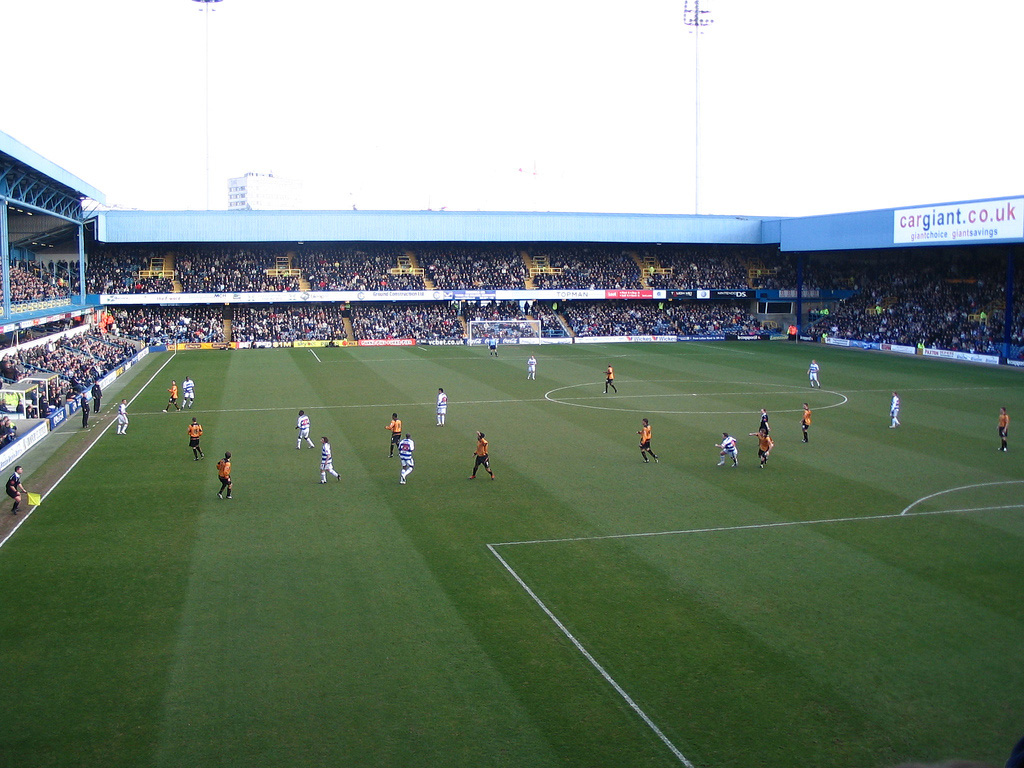
Loftus Road, para 18.360.

Oito estádios tem capacidade para mais de 20.000 expectadores, sem contar o Estádio de Wembley, para 90.000.

## Clubes nas três principais divisões
- Craven Cottage, para 25.700.Status na Temporada 2024-25.

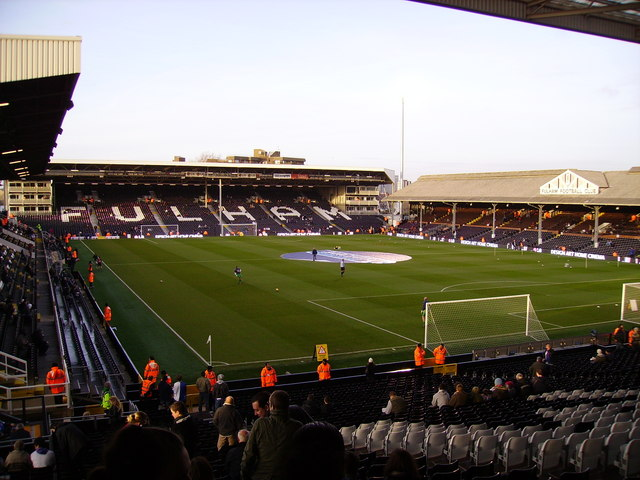
Craven Cottage, para 25.700.

O futebol de Londres mostra a sua pujança ao ser representado por onze clubes nas três principais divisões do futebol da Inglaterra, sete deles na Premier League, a principal competição de futebol do país.
Entre esses onze clubes, sete deles foram fundados ainda no Século XIX.
| Clube                    | Estádio                     | Capacidade          | Fundação            |                     |
| Premier League (1ª)      | Premier League (1ª)         | Premier League (1ª) | Premier League (1ª) | Premier League (1ª) |
| ------------------------ | --------------------------- | ------------------- | ------------------- | ------------------- |
| Arsenal                  | Emirates Stadium            | 60 432              | 1886                |                     |
| Brentford                | Brentford Community Stadium | 17 250              | 1889                |                     |
| Chelsea                  | Stamford Bridge             | 41 798              | 1905                |                     |
| Crystal Palace           | Selhurst Park               | 26 309              | 1905                |                     |
| Fulham                   | Craven Cottage              | 25 700              | 1879                |                     |
| Tottenham Hotspur        | Tottenham Hotspur Stadium   | 62 850              | 1882                |                     |
| West Ham United          | Olímpico de Londres         | 62 500              | 1895                |                     |
| EFL Championship (2ª)    |                             |                     |                     |                     |
| Millwall                 | The Den                     | 20 146              | 1885                |                     |
| Queens Park Rangers      | Loftus Road                 | 18 360              | 1882                |                     |
| Football League One (3ª) |                             |                     |                     |                     |
| Leyton Orient            | Brisbane Road               | 9 271               | 1881                |                     |
| Charlton Athletic        | The Valley                  | 27 111              | 1905                |                     |

## Principais títulos dos clubes de Londres
O Arsenal é o clube londrino com mais títulos entre as principais competições, com 47 conquistas, o Chelsea, único clube de Londres campeão mundial e também o mais bem sucedido em competições da UEFA, com 8 títulos europeus, entre eles dois da UEFA Champions League, a principal competição europeia até os dias de hoje, da qual Arsenal e Tottenham também já foram finalistas, sendo o Tottenham o primeiro clube inglês a ganhar uma competição europeia e posteriormente o primeiro a ganhar a Copa da UEFA, reunindo esses três clubes em conjunto um total de 108 títulos de destaque. O West Ham se posiciona como o quarto clube londrino mais bem sucedido, ostentando entre os seus títulos, uma conquista da UEFA Cup Winners' Cup e uma da Liga Conferência da UEFA.  
| Clube               | Campeonato Inglês | FA Cup | League Cup | FA Community Shield | Football League Championship | Total nacional | UEFA Champions League | UEFA Cup Winners' Cup | UEFA Europa League | UEFA Super Cup | UEFA Intertoto Cup | UEFA Conference League | Copa Intercontinental / Copa do Mundo de Clubes da FIFA / Mundial de Clubes FIFA | Total |
| ------------------- | ----------------- | ------ | ---------- | ------------------- | ---------------------------- | -------------- | --------------------- | --------------------- | ------------------ | -------------- | ------------------ | ---------------------- | -------------------------------------------------------------------------------- | ----- |
| Arsenal             | 13                | 14     | 2          | 17                  | -                            | 46             | –                     | 1                     | –                  | –              | –                  | –                      | –                                                                                | 47    |
| Chelsea             | 6                 | 8      | 5          | 4                   | 2                            | 25             | 2                     | 2                     | 2                  | 1              | –                  | 1                      | 2                                                                                | 34    |
| Tottenham Hotspur   | 2                 | 8      | 4          | 7                   | 2                            | 23             | –                     | 1                     | 3                  | –              | –                  | –                      | –                                                                                | 27    |
| West Ham United     | –                 | 3      | –          | 1                   | 2                            | 6              | –                     | 1                     | –                  | –              | 1                  | 1                      | –                                                                                | 9     |
| Wanderers           | –                 | 5      | –          | –                   | -                            | 5              | –                     | –                     | –                  | –              | –                  | –                      | –                                                                                | 5     |
| Crystal Palace      | –                 | 1      | –          | 1                   | 2                            | 4              | –                     | –                     | –                  | –              | –                  | –                      | –                                                                                | 4     |
| Queens Park Rangers | –                 | –      | 1          | –                   | 2                            | 3              | –                     | –                     | –                  | –              | –                  | –                      | –                                                                                | 3     |
| Fulham              | –                 | –      | –          | –                   | 2                            | 2              | –                     | –                     | –                  | –              | 1                  | –                      | –                                                                                | 3     |
| Charlton Athletic   | –                 | 1      | –          | –                   | 1                            | 2              | –                     | –                     | –                  | –              | –                  | –                      | –                                                                                | 2     |
| Clapham Rovers      | –                 | 1      | –          | –                   | -                            | 1              | –                     | –                     | –                  | –              | –                  | –                      | –                                                                                | 1     |
| Wimbledon           | –                 | 1      | –          | –                   | -                            | 1              | –                     | –                     | –                  | –              | –                  | –                      | –                                                                                | 1     |
| Brentford           | –                 | -      | –          | –                   | 1                            | 1              | –                     | –                     | –                  | –              | –                  | –                      | –                                                                                | 1     |
| Millwall            | –                 | -      | –          | –                   | 1                            | 1              | –                     | –                     | –                  | –              | –                  | –                      | –                                                                                | 1     |
| Total               | 21                | 42     | 12         | 28                  | 15                           | 119            | 2                     | 5                     | 4                  | 1              | 2                  | 2                      | 2                                                                                | 138   |

- A Fairs Cup, ou Taça das Cidades com Feiras em português, não é considerada competição oficial pela UEFA.